# Sir Lord Baltimore III Raw
Sir Lord Baltimore III Raw je třetí, a zatím poslední, studiové album americké heavy metalové skupiny Sir Lord Baltimore, vydané v roce 2006.

## Seznam skladeb
1. "(Gonna) Fill The World With Fire" – 3:39
2. "Love Slave" – 3:42
3. "Wild White Horses" – 7:00
4. "Rising Son" – 4:44
5. "Cosmic Voice" – 3:58
6. "Mission" – 4:57

## Sestava

### Sir Lord Baltimore
- John Garner – zpěv, bicí
- Louis Dambra – kytara
- Tony Franklin – baskytara

### Hosté
- Anthony Guido – kytara
- Sam Powell – baskytara